# Маркизио, Клаудио
Кла́удио Марки́зио (итал. Claudio Marchisio; род. 19 января 1986, Турин[…]) — итальянский футболист, полузащитник, выступал в составе сборной Италии. Выпускник школы «Ювентуса», в котором провёл двенадцать лет своей футбольной карьеры.
Специалисты отмечали его жёсткий стиль и хорошее чтение игры. Маркизио предпочитал играть на позиции центрального полузащитника, но был в состоянии играть на любой позиции в полузащите.

## Детство
Вся его семья Маркизио являлась поклонниками «Ювентуса», имели сезонные абонементы, и Клаудио был зачислен в клуб в группу мальчиков подающих мячи на стадионе «Делле Альпи». Со временем интерес к футболу у Маркизио вырос, и после нескольких матчей за детскую команду завода ФИАТ — «Сиспорт», он был замечен скаутами «Ювентуса» и зачислен в академию туринцев в возрасте 7 лет.

## Клубная карьера

### «Ювентус»
В академии Маркизио долгое время играл на позиции второго нападающего или треквартисты, ассоциируя себя со своим кумиром Алессандро Дель Пьеро, но в возрасте 16 лет был переведен в полузащиту. В сезоне 2005/06 по решению Фабио Капелло он был переведён в главную команду, получил номер на сезон и тренировался вместе с основой. В матче с «Кальяри» он попал в заявку, но на поле так и не вышел. Позже в том сезоне он вернулся в примаверу «Ювентуса», стал её капитаном и помог ей выиграть чемпионат впервые за 12 лет. В следующем сезоне, после перевода «Ювентуса» в серию Б, Маркизио был снова переведён в основную команду, включён в заявку на сезон и получил номер 15. Первое появление в главной команде произошло в матче Кубка Италии против «Мартины», он заменил по ходу матча Маттео Паро. В сентябре он последний раз сыграл за примаверу и помог ей победить в принципиальном матче примаверу «Интера» 5:1. 28 октября он дебютировал в чемпионате Италии, заменив в матче с «Фрозиноне» Давида Трезеге. Следующий тур он уже начал в основе сыграв с «Брешиа» с первых минут.

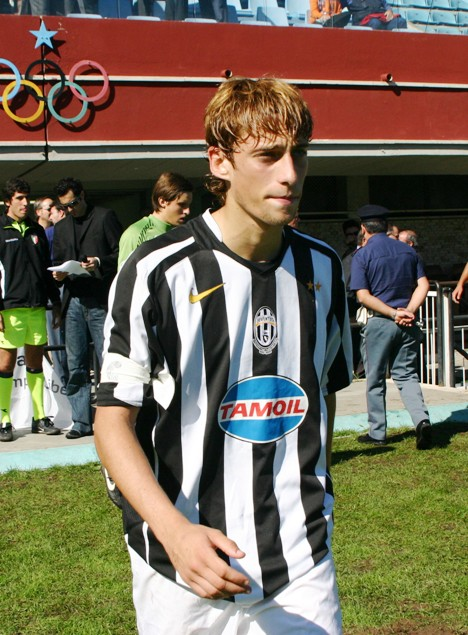
Маркизио в сезоне 2005/06

В течение второй половины сезона Клаудио стал основным игроком в команде Дидье Дешама, несмотря на жесткую конкуренцию со стороны многих старших и более опытных игроков. В матче против «Наполи» он получил раннюю красную карточку и после отбытия наказания провёл 6 подряд игр без замен. 19 мая 2007 года с его паса Алессандро Дель Пьеро забил быстрый гол, «Ювентус» выиграл 5:1 у «Ареццо» и оформил возвращение в Серию А.

### Аренда в «Эмполи»
25 июля 2007 года Маркизио вместе с Себастьяном Джовинко был отдан в аренду «Эмполи» на сезон 2007/08. Он дебютировал в Серии А 26 августа в матче против «Фиорентины». Через месяц дебютировал на европейской арене в матче Кубка УЕФА против «Цюриха». За «Эмполи» Маркизио не забивал, но был ключевым игроком команды. Тосканцы не смогли избежать вылета из Серии А, и Клаудио был возвращён на следующий год в Турин.

### Возвращение в «Ювентус» и прорыв
После удачного сезона в «Эмполи» Маркизио вернулся в «Ювентус». В августе он дебютировал в Лиге чемпионов в матчах квалификационного раунда против «Артмедии». При Раньери Маркизио стал ключевым игроком в составе «Ювентуса». Связано это было в основном с эпидемией травм и тусклой игрой его основных конкурентов за место в основе. В матче против «Милана», в котором туринцы выиграли 4:2, Клаудио был признан игроком матча и стал одним из главных героев первых полос спортивных изданий Италии. В декабре он получил признание и от болельщиков «бьянконери», став игроком декабря по их версии. Через пять дней после своего 23-х летия Маркизио забил свой первый гол в Серии А, в выигранном матче против «Фиорентины». Спустя некоторое время хорошая игра Клаудио была вознаграждена продлением контракта на 5 лет со значительным повышением зарплаты. В апреле Маркизио получил травму и выбыл на месяц. Вернулся он лишь к предпоследнему матчу чемпионата против «Сиены», в котором забил гол и отдал голевую передачу Алессандро Дель Пьеро. В матче последнего тура против «Лацио» он сделал голевой пас на Винченцо Яквинту. По окончании сезона будущее Маркизио связывали со многими топ-клубами, однако спортивный директор «Ювентуса» Алессио Секко, положил конец этим слухам, заявив что Клаудио «неприкасаемый» игрок туринцев. Хорошая игра Маркизио не осталась не замеченной главным тренером сборной Италии Марчелло Липпи, который вызвал его на товарищеский матч против Швейцарии и поставил его в основу.

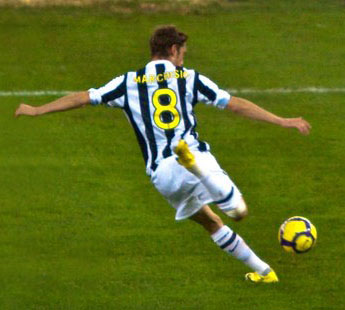
Маркизио в составе «Ювентуса»

Маркизио продолжал быть ключевым игроком, как в построениях Чиро Феррары так и Альберто Дзаккерони, благодаря своей универсальности в полузащите. В начале сезона 2009/10 Клаудио играл очень удачно, 4 раза подряд признавался игроком матча и стал игроком сентября по версии болельщиков «бьянконери». Но в октябре, в матче против «Палермо», он получил травму и выбыл на полтора месяца. Вернулся Клаудио лишь к матчу Лиги чемпионов против «Бордо», выйдя на замену в конце матча. 5 декабря 2009 года он был признан игроком матча в «Дерби Италии», в котором «Ювентус», благодаря красивому голу Маркизио, обыграл «Интер» со счетом 2:1. Через три дня в матче Лиги чемпионов против «Баварии» Маркизио ассистировал Давиду Трезеге, но это не помогло туринцам, проигравшим матч 1:4. По итогам 2009 года он голосованием на официальном сайте «бьнконери» был признан игроком года «Ювентуса». В марте 2010 года в матче Лиги Европы Маркизио впервые в жизни стал капитаном «Ювентуса», когда заменённый Давид Трезеге передал капитанскую повязку ему, а Джанлуиджи Буффон, Джорджио Кьеллини и Алессандро Дель Пьеро пропускали матч по ряду причин. Несмотря на крайне неудачный сезон всего «Ювентуса», Маркизио был одним из немногих игроков туринцев, избежавших критики со стороны прессы.
С приходом в команду Антонио Конте в 2011 году «Ювентус» стал возвращать себе лидирующие позиции не только в Италии, но и на международной арене. Маркизио в этот период стал одним из тех игроков, на которых строилась игра команды, а его игра в стартовом составе не подвергалась сомнениям. Однако в 2016 году полузащитник получил тяжёлую травму (разрыв крестообразной связки), из-за которой был вынужден пропустить полгода. Восстановившись от травмы Маркизио столкнулся с серьёзной конкуренцией, а выйти на прежний уровень так и не смог. Это привело к тому, что Клаудио из игрока основы превратился исключительно в игрока подмены. 17 августа 2018 года Маркизио ушёл из «Ювентуса». Стороны пришли к решению расторгнуть контракт по обоюдному согласию.

### «Зенит» (СПб)

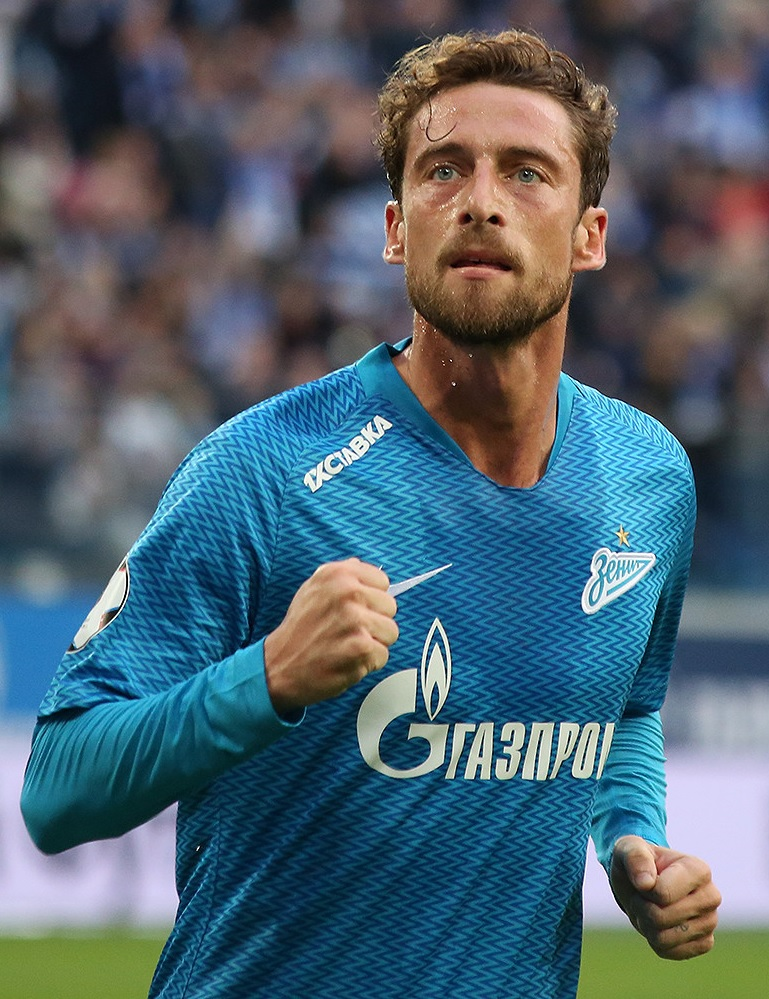
Маркизио в составе «Зенита»

3 сентября 2018 года Клаудио Маркизио на правах свободного агента подписал двухлетний контракт с петербургским «Зенитом». В команде полузащитник получил 10-й номер. Клаудио стал одним из самых высокооплачиваемых игроков РПЛ. Сперва поступила информация, что ежегодный оклад итальянца составит 6,5 млн евро за сезон, однако затем сумма снизилась до 3,5 млн евро. Зарплата Маркизио в «Ювентусе» была на уровне 3,5 млн евро за сезон. 9 сентября 2018 года Клаудио дебютировал за «сине-бело-голубых» в товарищеском матче с «Кайратом» (1:0). Итальянец заменил Матиаса Краневиттера на 82-й минуте встречи. Перед матчем состоялась презентация Клаудио, на которой он сказал:
Хочу выразить благодарность клубу и Санкт-Петербургу. Я действительно счастлив, что оказался здесь. Постараюсь оправдать ваши ожидания и продемонстрировать лучший результат.
16 сентября 2018 года Маркизио дебютировал в РФПЛ в матче с «Оренбургом», выйдя на замену на 71 минуте. «Зенит» одержал победу 2:1. Уже в третьем официальном матче за «Зенит» отметился голом — в выездном матче чемпионата против «Анжи». Тем не менее, его мяч не помог «Зениту» избежать поражения со счётом 1:2. 4 ноября его гол с пенальти в ворота «Ахмата» стал для «Зенита» победным. 1 июля 2019 года российский клуб объявил о расставании с полузащитником. 3 октября 2019 года, будучи свободным агентом, Маркизио объявил о завершении карьеры.

## Карьера в сборной
В мае 2007 года Маркизио был вызван в молодёжную сборную Италии для участия в молодёжном чемпионате Европы, но выбыл из заявки в связи с полученной травмой. В июне 2007 года он дебютировал за молодёжную сборную в матче отборочного турнира к чемпионату Европы 2009, но матч закончился для Клаудио неудачно. Он получил травму через 10 минут после начала и был заменен. В 2008 году он был вызван на Турнир в Тулоне, и забил там свой первый гол ударом с 30 метров в ворота сборной Турции. В августе 2008 он был включен в заявку на участие в пекинской Олимпиаде, но не играл там из-за очередной травмы. В мае 2009 Пьерлуиджи Казираги включил его в заявку на молодёжный чемпионат Европы 2009. Маркизио начинал каждый матч турнира в основе и несмотря на поражение в полуфинале от Германии, он был одним из немногих игроков, которые своей игрой заслужили вызов в главную сборную страны.
12 августа 2009 года Маркизио дебютировал в главной сборной в матче против Швейцарии, который закончился нулевой ничьей. Главный тренер сборной Италии Марчелло Липпи похвалил Клаудио после матча. Первый серьёзный матч за сборную Италии Маркизио провёл против Болгарии в матче отборочного турнира чемпионата мира 2010. В мае 2010 года Клаудио вошёл в число 23 футболистов, взятых Марчелло Липпи на чемпионат мира. 7 октября 2011 года Маркизио забил свой первый гол в составе сборной, поразив ворота Сербии; любопытно, что накануне игры он сказал, что в этой встрече хочет открыть свой счёт голам за национальную команду. На чемпионате Европы 2012 года Клаудио Маркизио в составе сборной Италии использовался Чезаре Пранделли как один из игроков основного состава. Полузащитник помог своей команде дойти до финала турнира, где она проиграла испанцам 0:4.

## Достижения

### Командные
«Ювентус»
- Чемпион Италии (7): 2011/12, 2012/13, 2013/14, 2014/15, 2015/16, 2016/17, 2017/18
- Победитель Серии B: 2006/07
- Обладатель Кубка Италии (4): 2014/15, 2015/16, 2016/17, 2017/18
- Обладатель Суперкубка Италии (3): 2012, 2013, 2015
- Финалист Лиги чемпионов УЕФА (2): 2015, 2017

«Зенит»
- Чемпион России: 2018/19

Сборная Италии
- Вице-чемпион Европы: 2012
- Бронзовый призёр Кубка конфедераций: 2013

### Личные
- Входит в состав символической сборной года Серии А (2): 2011, 2012
- Входит в состав символической сборной Лиги чемпионов УЕФА: 2014/15

## Личная жизнь

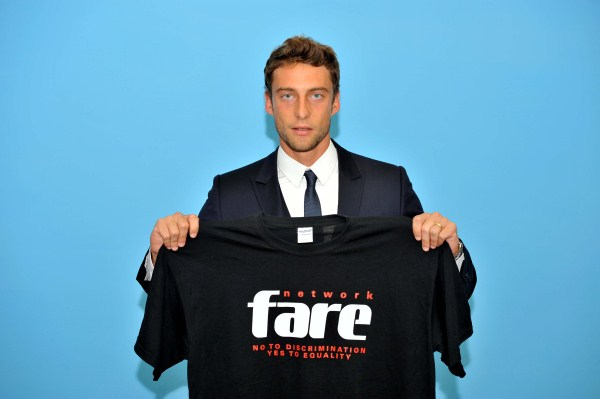
Клаудио Маркизио в качестве посла FARE («Футбол против расизма в Европе»)

В июне 2008 года Маркизио женился на своей давней подруге Роберте Синополи. У них двое сыновей: Давиде (род. 31.08.2009) и Леонардо (род. 12.03.2012). Его жена с детства болела за заклятых врагов «бьянконери» — «Торино», так как её отец в своё время обучался в академии этого клуба.
Маркизио имеет несколько популярных в народе прозвищ. Одно из них «Маленький принц», которое ему дал известный итальянский комментатор Клаудио Зулиани. Второе его прозвище «Туринский Де Росси», по аналогии со своим партнером по сборной Даниэле Де Росси. Маркизио как и Де Росси, играет за клуб из родного города, прошёл все уровни местной футбольной академии, играет на той же самой позиции что и Даниэле, и так же как его римский друг, является главным кандидатом на роль капитана и символа родного клуба.

## Статистика выступлений

### Клубная статистика
| Клуб               | Сезон              | Лига               | Лига | Лига | Кубки | Кубки | Еврокубки | Еврокубки | Еврокубки | Остальное | Остальное | Итого | Итого |
| Клуб               | Сезон              | Турнир             | Игры | Голы | Игры  | Голы  | Турнир    | Игры      | Голы      | Игры      | Голы      | Игры  | Голы  |
| ------------------ | ------------------ | ------------------ | ---- | ---- | ----- | ----- | --------- | --------- | --------- | --------- | --------- | ----- | ----- |
| Ювентус            | 2006/07            | Серия В            | 25   | 0    | 1     | 0     | -         | -         | -         | -         | -         | 26    | 0     |
| Ювентус            | Итого              | Итого              | 25   | 0    | 1     | 0     |           | 0         | 0         | 0         | 0         | 26    | 0     |
| → Эмполи           | 2007/08            | Серия А            | 26   | 0    | 1     | 0     | КУ        | 2         | 0         | -         | -         | 29    | 0     |
| → Эмполи           | Итого              | Итого              | 26   | 0    | 1     | 0     |           | 2         | 0         | 0         | 0         | 29    | 0     |
| Ювентус            | 2008/09            | Серия А            | 24   | 3    | 2     | 0     | ЛЧ        | 6         | 0         | -         | -         | 32    | 3     |
| Ювентус            | 2009/10            | Серия А            | 28   | 3    | 0     | 0     | ЛЧ, ЛЕ    | 7         | 0         | -         | -         | 35    | 3     |
| Ювентус            | 2010/11            | Серия А            | 32   | 4    | 1     | 0     | ЛЕ        | 8         | 0         | -         | -         | 41    | 4     |
| Ювентус            | 2011/12            | Серия А            | 36   | 9    | 3     | 1     | -         |           |           | -         | -         | 39    | 10    |
| Ювентус            | 2012/13            | Серия А            | 29   | 6    | 2     | 0     | ЛЧ        | 8         | 2         | 1         | 0         | 40    | 8     |
| Ювентус            | 2013/14            | Серия А            | 29   | 4    | 2     | 0     | ЛЧ, ЛЕ    | 11        | 1         | 1         | 0         | 36    | 5     |
| Ювентус            | 2014/15            | Серия А            | 35   | 3    | 4     | 0     | ЛЧ        | 12        | 0         | 1         | 0         | 50    | 3     |
| Ювентус            | 2015/16            | Серия А            | 23   | 0    | 3     | 0     | ЛЧ        | 5         | 0         | 1         | 0         | 32    | 0     |
| Ювентус            | 2016/17            | Серия А            | 18   | 1    | 3     | 0     | ЛЧ        | 8         | 1         | 0         | 0         | 29    | 2     |
| Ювентус            | 2017/18            | Серия А            | 16   | 0    | 4     | 0     | ЛЧ        | 1         | 0         | 0         | 0         | 21    | 0     |
| Всего за «Ювентус» | Всего за «Ювентус» | Всего за «Ювентус» | 294  | 33   | 26    | 1     |           | 65        | 4         | 4         | 0         | 389   | 38    |
| Зенит              | 2018/19            | РПЛ                | 9    | 2    | 1     | 0     | ЛЕ        | 5         | 0         | -         | -         | 15    | 2     |
| Зенит              | Итого              | Итого              | 9    | 2    | 1     | 0     |           | 5         | 0         | 0         | 0         | 15    | 2     |
| Всего за карьеру   | Всего за карьеру   | Всего за карьеру   | 329  | 35   | 28    | 1     |           | 72        | 4         | 4         | 0         | 433   | 40    |

### Матчи за сборную
| №  | Дата             | Оппонент          | Счёт          | Голы | Соревнование             |
| -- | ---------------- | ----------------- | ------------- | ---- | ------------------------ |
| 1  | 12 августа 2009  | Швейцария         | 0:0           | —    | Товарищеский матч        |
| 2  | 9 сентября 2009  | Болгария          | 2:0           | —    | Отборочные матчи ЧМ-2010 |
| 3  | 3 марта 2010     | Камерун           | 0:0           | —    | Товарищеский матч        |
| 4  | 3 июня 2010      | Мексика           | 1:2           | —    | Товарищеский матч        |
| 5  | 14 июня 2010     | Парагвай          | 1:1           | —    | Финальные матчи ЧМ-2010  |
| 6  | 20 июня 2010     | Новая Зеландия    | 1:1           | —    | Финальные матчи ЧМ-2010  |
| 7  | 10 августа 2010  | Кот-д’Ивуар       | 0:1           | —    | Товарищеский матч        |
| 8  | 8 октября 2010   | Северная Ирландия | 0:0           | —    | Отборочные матчи ЧЕ-2012 |
| 9  | 12 октября 2010  | Сербия            | 3:0           | —    | Отборочные матчи ЧЕ-2012 |
| 10 | 25 марта 2011    | Словения          | 1:0           | —    | Отборочные матчи ЧЕ-2012 |
| 11 | 29 марта 2011    | Украина           | 2:0           | —    | Товарищеский матч        |
| 12 | 3 июня 2011      | Эстония           | 3:0           | —    | Отборочные матчи ЧЕ-2012 |
| 13 | 7 июня 2011      | Ирландия          | 0:2           | —    | Товарищеский матч        |
| 14 | 10 августа 2011  | Испания           | 2:1           | —    | Товарищеский матч        |
| 15 | 6 сентября 2011  | Словения          | 1:0           | —    | Отборочные матчи ЧЕ-2012 |
| 16 | 7 октября 2011   | Сербия            | 1:1           | 1    | Отборочные матчи ЧЕ-2012 |
| 17 | 11 ноября 2011   | Польша            | 2:0           | —    | Товарищеский матч        |
| 18 | 15 ноября 2011   | Уругвай           | 0:1           | —    | Товарищеский матч        |
| 19 | 29 февраля 2012  | США               | 0:1           | —    | Товарищеский матч        |
| 20 | 1 июня 2012      | Россия            | 0:3           | —    | Товарищеский матч        |
| 21 | 10 июня 2012     | Испания           | 1:1           | —    | Финальные матчи ЧЕ-2012  |
| 22 | 14 июня 2012     | Хорватия          | 1:1           | —    | Финальные матчи ЧЕ-2012  |
| 23 | 18 июня 2012     | Ирландия          | 2:0           | —    | Финальные матчи ЧЕ-2012  |
| 24 | 24 июня 2012     | Англия            | 0:0 (4:2 пен) | —    | Финальные матчи ЧЕ-2012  |
| 25 | 28 июня 2012     | Германия          | 2:1           | —    | Финальные матчи ЧЕ-2012  |
| 26 | 1 июля 2012      | Испания           | 0:4           | —    | Финальные матчи ЧЕ-2012  |
| 27 | 7 сентября 2012  | Болгария          | 2:2           | —    | Отборочные матчи ЧМ-2014 |
| 28 | 11 сентября 2012 | Мальта            | 2:0           | —    | Отборочные матчи ЧМ-2014 |
| 29 | 12 октября 2012  | Армения           | 3:1           | —    | Отборочные матчи ЧМ-2014 |
| 30 | 16 октября 2012  | Дания             | 3:1           | —    | Отборочные матчи ЧМ-2014 |
| 31 | 14 ноября 2012   | Франция           | 1:2           | —    | Товарищеский матч        |
| 32 | 26 марта 2013    | Мальта            | 2:0           | —    | Отборочные матчи ЧМ-2014 |
| 33 | 7 июня 2013      | Чехия             | 0:0           | —    | Отборочные матчи ЧМ-2014 |
| 34 | 11 июня 2013     | Республика Гаити  | 2:2           | 1    | Товарищеский матч        |
| 35 | 16 июня 2013     | Мексика           | 2:1           | —    | Кубок конфедераций 2013  |
| 36 | 19 июня 2013     | Япония            | 4:3           | —    | Кубок конфедераций 2013  |
| 37 | 22 июня 2013     | Бразилия          | 2:4           | —    | Кубок конфедераций 2013  |
| 38 | 27 июня 2013     | Испания           | 0:0 (6:7 пен) | —    | Кубок конфедераций 2013  |
| 39 | 14 августа 2013  | Аргентина         | 1:2           | —    | Товарищеский матч        |
| 40 | 11 октября 2013  | Дания             | 2:2           | —    | Отборочные матчи ЧМ-2014 |
| 41 | 15 ноября 2013   | Германия          | 1:1           | —    | Товарищеский матч        |
| 42 | 5 марта 2014     | Испания           | 0:1           | —    | Товарищеский матч        |
| 43 | 31 мая 2014      | Ирландия          | 0:0           | —    | Товарищеский матч        |
| 44 | 4 июня 2014      | Люксембург        | 1:1           | 1    | Товарищеский матч        |
| 45 | 14 июня 2014     | Англия            | 2:1           | 1    | Финальные матчи ЧМ-2014  |
| 46 | 20 июня 2014     | Коста-Рика        | 0:1           | —    | Финальные матчи ЧМ-2014  |
| 47 | 24 июня 2014     | Уругвай           | 0:1           | —    | Финальные матчи ЧМ-2014  |
| 48 | 4 сентября 2014  | Нидерланды        | 2:0           | —    | Товарищеский матч        |
| 49 | 10 октября 2014  | Азербайджан       | 2:1           | —    | Отборочные матчи ЧЕ-2016 |
| 50 | 13 октября 2014  | Мальта            | 1:0           | —    | Отборочные матчи ЧЕ-2016 |
| 51 | 16 ноября 2014   | Хорватия          | 1:1           | —    | Отборочные матчи ЧЕ-2016 |
| 52 | 12 июня 2015     | Хорватия          | 1:1           | —    | Отборочные матчи ЧЕ-2016 |
| 53 | 13 ноября 2015   | Бельгия           | 1:3           | —    | Товарищеский матч        |
| 54 | 17 ноября 2015   | Румыния           | 2:2           | 1    | Товарищеский матч        |
| 55 | 7 июня 2017      | Уругвай           | 3:0           | —    | Товарищеский матч        |

Итого: 55 матчей / 5 голов; 22 победы, 18 ничьих, 15 поражений.